# الثورة النيكاراغوية

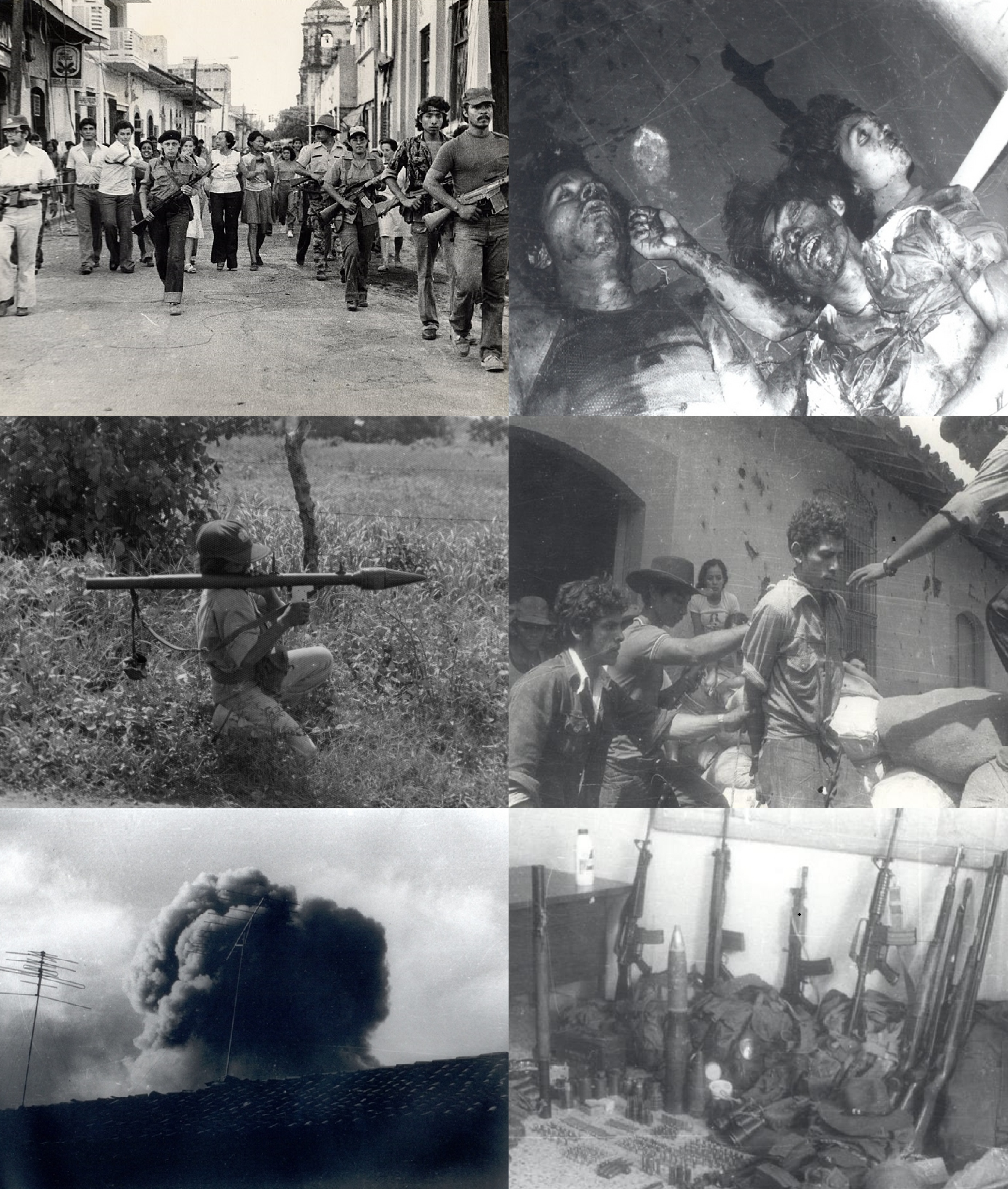

شملت الثورة النيكاراغوية المعارضة المتزايدة لدكتاتورية سوموزا في الستينات والسبعينات من القرن الماضي، والحملة التي تقودها سياق الجبهة الساندينية للتحرير الوطني من أجل عزل الدكتاتورية في الفترة من 1978 إلى 79، والجهود اللاحقة التي بذلتها الجبهة الساندينية للتحرير الوطني من أجل حكم نيكاراغوا في الفترة من عام 1979 إلى عام 1990 والحرب المضادة التي شنتها حكومة نيكاراغوا بقيادة الجبهة الساندينية للتحرير الوطني والكونترا المدعوم بالولايات المتحدة من عام 1981 إلى عام 1990.
ومثلت الثورة فترة هامة في تاريخ نيكاراغوا وكشفت عن البلد بوصفه إحدى ساحات معارك الحرب بالوكالة الرئيسية التي دارت رحاها في الحرب الباردة مع جذب الأحداث التي وقعت في البلد الاهتمام الدولي.